# Arrecife
Arrecife este un oraș în Spania.